# ¿Anem al llit?
¿Anem al Llit? (¿Vamos a la cama?) fue el séptimo disco lanzado al mercado por el cantautor catalán Albert Pla.
Fue editado en 2002 por la multinacional discográfica BMG e incluía un total de 10 canciones de cuna (8 cantadas en catalán y 2 en castellano).
Contó con la colaboración del antiguo líder de Sopa de Cabra, Gerard Quintana y entre otras incluía una versión del clásico de Jaume Sisa, Qualsevol Nit Pot Sortir el Sol.

## Lista de canciones
| N.º | Título                            | Duración |  |
| 1.  | «Pipí»                            | 3:24     |  |
| 2.  | «Dorm»                            | 4:55     |  |
| 3.  | «Somnia»                          | 3:06     |  |
| 4.  | «Somiatruites»                    | 6:05     |  |
| 5.  | «La fada dormilega»               | 2:25     |  |
| 6.  | «Qualsevol nit pot sortir el sol» | 7:39     |  |
| 7.  | «Demà»                            | 3:14     |  |
| 8.  | «Dues dones»                      | 1:50     |  |
| 9.  | «Primer amor»                     | 6:00     |  |
| 10. | «Duerme mamá»                     | 3:48     |  |
| 11. | «Pipí» (pista interactiva)        | 3:24     |  |